# Парк Машиностроителей (Харьков)
Парк Машиностроителей (укр. Парк Машинобудівників, ранее Парк культуры и отдыха имени Артёма) — один из крупнейших парков в Харькове. Расположен в Слободском районе Харькова.
Парк был заложен в 1934 году путём сноса Кирилло-Мефодиевского кладбищая. Создавался на протяжении 1934—1937 годов по проекту архитекторов В. И. Дюжих, Ю. В. Игнатовского и дендрологов А. И. Колесникова, К. Д. Кобезского.
Ограничен улицами: с севера — проспектом Героев Харькова либо улицей Георгия Тарасенко. С востока парк ограничивает Энергетическая улица. С запада — улица Морозова, с юга небольшая улочка Дизельная. Вблизи парка находятся две станции метро: Турбоатом и завод имени Малышева.
Площадь парка — 100 гектаров. Вдоль аллей парка высажена липа крымская. В парке произрастает множество различных видов растений, в том числе посажены тополя, айва обыкновенная, гледичия трёхколючковая, боярышник обыкновенный и различные плодовые деревья.
Вокруг парка располагается несколько промышленных предприятий: Турбоатом, завод имени Малышева, Харьковский агрегатный завод, UMT, Харьковская ТЭЦ-3.
Парк на западе граничит с заводом имени Малышева, с юга — с посёлком Артёма.